# ジンギスカン (料理)

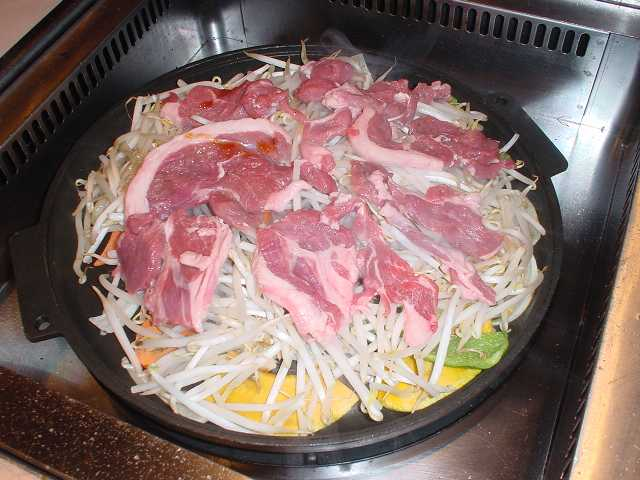
加熱前のジンギスカン。野菜の上に羊肉を置くこともある。

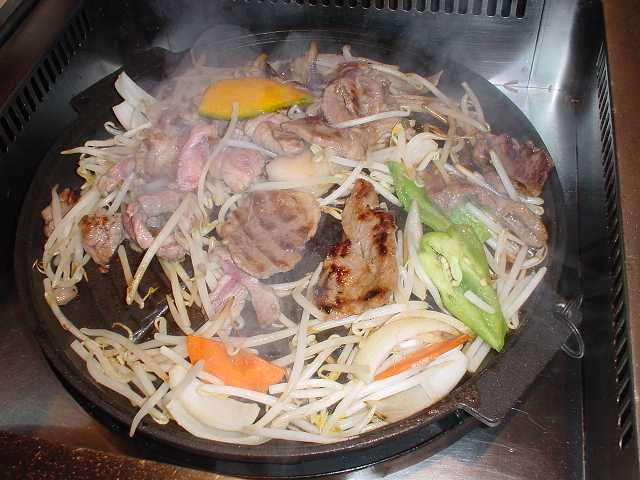
調理中のジンギスカン

ジンギスカン（成吉思汗）は、主にマトン（成羊肉）やラム（仔羊肉）などの羊肉を用いた日本の焼肉料理（広義には鹿肉や豚肉などを用いたジンギスカンもあり、それらを「鹿ジンギスカン」「豚ジンギスカン」等と呼称することがある）。鍋料理に分類されることもあるが調理方法は鉄板料理の調理方法である。
一般的には北海道を代表する郷土料理とされる他、岩手県遠野市、山形県の蔵王温泉付近をはじめとする東北地方の一部、長野県の長野市、飯田市などでも盛んに食される。発祥は東京・高円寺の店という説もある。
中央部が凸型になっているジンギスカン鍋を熱して羊肉の薄切りと野菜を焼き、羊肉から出る肉汁を用いて野菜を調理しながら食す。

## 歴史

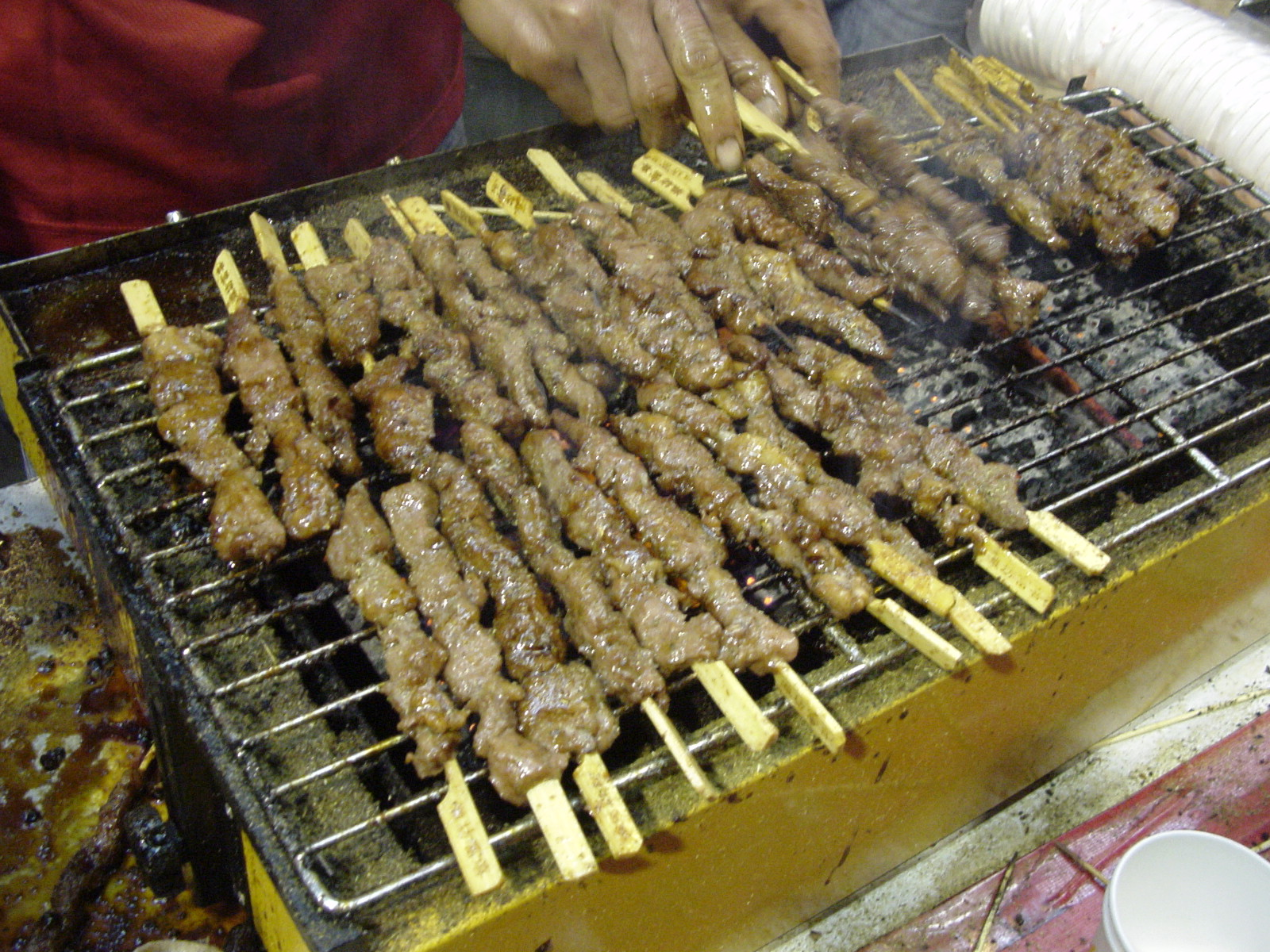
ジンギスカンの元になったとされる烤羊肉串

起源については、俗説で「かつてモンゴル帝国を率いたジンギスカン（チンギス・カン）が遠征の陣中で兵士のために作らせた」と説明される場合もあるが、実際にはモンゴルの料理とはかけ離れている。また羊肉を用いる中国料理としては清真料理に起源を持つ北京料理の烤羊肉（こうようにく、kǎoyángròu）という羊肉料理があるが、これも日本で食べられているジンギスカンとは程遠い。ジンギスカン料理の起源自体は現在の中華人民共和国に当たる地域にあるとされ、日本陸軍の満州（現中国東北部）への進出（1931年）などを機に、前述の烤羊肉から着想を得たものが日本人向けに改良され、現在の形となったものとみられる。なお、烤羊肉は現在の北京では羊肉だけではなく牛肉も使う炙子烤肉として普及している。
料理の命名には諸説あり、源義経が北海道を経由してモンゴルに渡ってジンギスカンとなったという都市伝説（義経=ジンギスカン説）から想起したものであるとも言われている。命名した人物として、東北帝国大学農科大学（北海道大学の前身）出身で、1932年の満州国建国に深くかかわった駒井徳三が、1912年（大正元年）から9年間の南満州鉄道社員時代に命名したものであるとする説がある。この説は全日本司厨士協会北海道本部相談役の日吉良一が北海道開拓経営課の塩谷正作の談話（冗談）を元に『L'art Culinaire Moderne』に1961年に投稿した「蝦夷便り　成吉斯汗料理の名付け親」や、駒井徳三の娘の満洲野（ますの）が1963年（昭和38年）に発表したエッセイ「父とジンギスカン鍋」が根拠となっているが、いずれも後の伝聞によっている。なお、偉大な英雄であるチンギス・カンの名を料理名に使うことに対し、モンゴル人の中には嫌悪感を覚える人もいる。
1873年（明治6年）の徴兵令制定後、軍服等を生産するため羊毛の供給が必要となった。北海道開拓使は顧問のホーレス・ケプロンを通じて、その息子のA.B.ケプロンに依頼して米国からウシとヒツジを買い付けた。このとき家畜の輸送と養牛法の指導のために来日したのがエドウィン・ダンであり、1876年（明治9年）に札幌真駒内に牧羊場を建設した。
1914年（大正3年）に第一次世界大戦が勃発すると、イギリス政府はオーストラリアとニュージーランドの羊毛を軍需資源として国家管理に移したため、日本の羊毛市場は大きな影響を受けた。そのため日本国内では種羊場官制が公布され、1918年（大正7年）に軍隊、警察、鉄道員用制服の素材となる羊毛自給を目指す「緬羊百万頭計画」が立案され、滝川や札幌の月寒など全国5カ所に種羊場が開設された。このため北海道は1924年（大正14年）の時点で全国の42.7％が飼育される最大の飼育地となった。計画の早期実現のために羊毛のみならず羊肉をも消費させることで、農家の収入増加と、飼育頭数増加が企図され、その流れの中からジンギスカンが出現したものと考えられている。しかし、当時の日本人には羊肉を食べる習慣がほとんどなく、日本で受け入れられる羊肉料理を開発する必要に迫られ、農商務省は東京女子高等師範学校（お茶の水女子大学の前身）に料理研究を委託している。
それらを裏付けるものとして、北海道の空知郡北村（現・岩見沢市北村）で1920年（大正9年）に北海道初の羊食会が北村飼羊組合員の間で実施されていた事、その後1924年（大正13年）に北村緬羊組合によって『羊肉料理法』のパンフレットが発行されていた事、その中に記載された「羊肉の網焼」のレシピが後の1928年（昭和2年）に糧友會の『羊肉料理講習会』で紹介される「鍋羊肉（成吉思汗鍋）」のレシピと類似していた事などが記録されている。
「成吉斯汗鍋」（じんぎすかんなべ）という言葉が初めて掲載されたのは1926年（大正15年）の『素人に出来る支那料理』で、支那（中国）在住の日本人が命名したもので「本当の名前は羊烤肉と云う回々料理」とあり、当時のものは屋外で箱火鉢や鍋に薪の火をおこし、上に金網や鉄の棒を渡して羊肉をあぶり、現地の醤油をつけて食べた「原始的な料理」としている。この説明通りであれば、当初、「鍋」は食品を加熱するためではなく、火鉢代わりに使われたことになる。1931年に満田百二が雑誌『糧友』に書いた「羊肉料理」という記事でも、羊肉網焼の別名の「成吉斯汗鍋」は、本名式には烤羊肉というと書かれていて、鍋料理ではなかったことがわかる。
1932年（昭和7年）に力士が待遇改善などを求めて東京大井町の春秋園に立て籠もった春秋園事件では、立て籠もった力士らが「成吉思汗料理」を食したことが「東京日日新聞」の記事になっている。
翌1933年（昭和8年）には陸軍大臣だった荒木貞夫が陸軍遠乗会に参加して「成吉思汗料理」を食したことが「読売新聞」（1933年4月9日付）の記事になっている。
1937年（昭和12年）2月に発行された『料理の友』に寄稿された、吉田誠一「成吉思汗鍋料理」によると「五、六年前までは食通の人々に賞味されていた」とし、「昨今では家庭でスキ焼の代わりに座敷で賞味されるようになり」とある。この「緬羊成吉思汗鍋」の料理方法については肉を20分間タレに浸し、焼きながら汁をつけて食べるとしている。また、タレの材料については「酒、醤油、サラダ油、生姜、葱、茴香」、付け汁の材料は「スープ、蝦油、紹興酒、醤油、酢、胡麻油、柚子の搾り汁、レモン汁、香菜、葱、生姜、大蒜、柚子の皮、陳皮等」としている。さらに薬味については「食塩、胡椒、七色唐辛子、葱、生姜、蒜子、柚子等の微塵切り」としている。
かつて宮内庁下総御料牧場があり、皇室などに羊肉を出荷していた千葉県成田市三里塚が発祥地とする説もある。他にも、山形県蔵王温泉や岩手県遠野市等がそれぞれ、上記の東京や北海道のものとは発祥を異にする、独自のものとしてのジンギスカン鍋の起源を主張している。長野県長野市信州新町での普及は、綿羊の飼育が1930年（昭和5年）に始まった後の1936年（昭和11年）に開催された「料理講習会」から始まる。羊の臭みを減らして食べやすくするために、地元名産の信州リンゴを使用した特別なタレに羊肉を漬け込む。
ジンギスカン鍋が一般にまで普及したのは、第二次世界大戦後のことと言われている。最初のジンギスカン専門店は、1936年（昭和11年）に東京都杉並区に開かれた「成吉思（じんぎす）荘」とされる。北海道での営業としての最初の店は、1946年に札幌にできた精養軒である。
2004年10月22日には北海道遺産の一つに、2007年12月18日には農林水産省の主催で選定された農山漁村の郷土料理百選で北海道の郷土料理の一つに選出されている。2005年頃から2006年頃にはBSE問題による牛肉離れの影響に加え、牛肉と比べ脂肪分が少ないイメージからジンギスカンはブームとなった。しかし、ブームが下火となった2010年頃にはオーストラリアやニュージーランドからの羊肉の輸入も大きく減少し、牛肉や豚肉の価格が下がった。羊肉は相対的に割高になり、特に国産の羊肉を使ったものは高価となったことから、北海道でもジンギスカン離れが指摘されるようになった。また2020年代には中国など他国での需要増加による更なる羊肉価格の高騰や後継者不足もあり経営環境の悪化も指摘されている。

## 調理法

### 羊肉

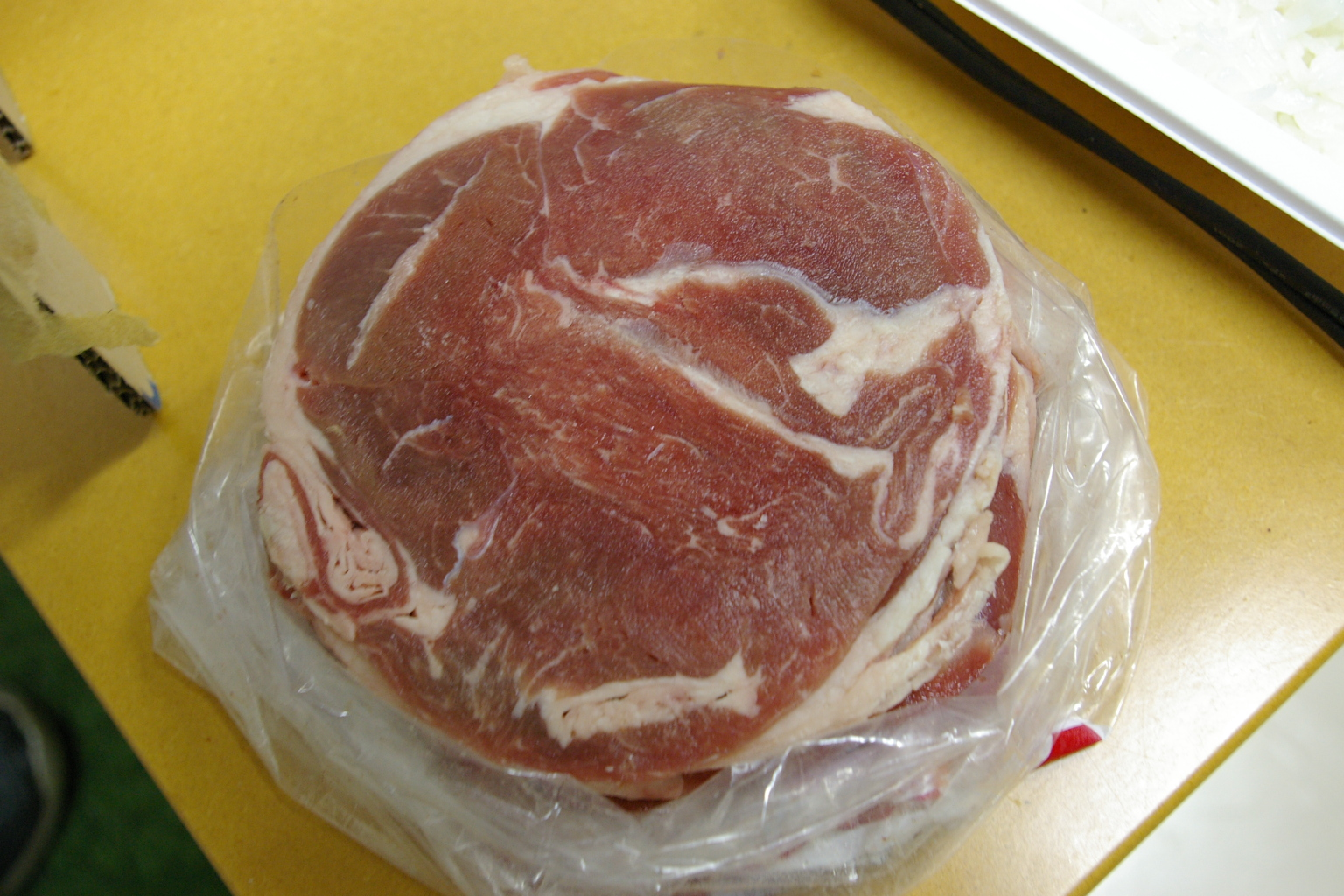
解凍済のラムスライス肉

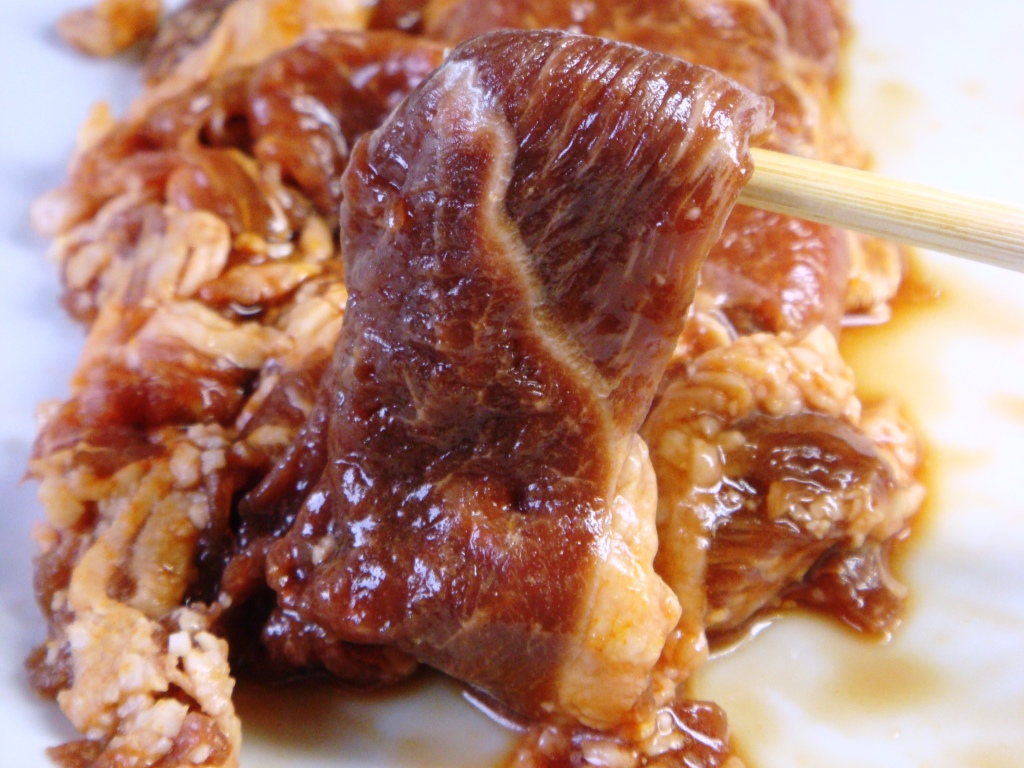
味付マトン肉

ジンギスカンは、事前にタレ（調味液）に漬け込んだ「味付け」と、味付けではない肉を焼いてからタレにつける「後付け」に大別される。
予めタレに漬け込んでおいた羊肉を焼く方法を「漬け込み法」、肉を焼いてからタレにつけて食べる方法を「後付け法」という場合もある。また、焼く前にたれに漬け込んだものを「味付けジンギスカン」、焼いた後にタレにつけるものを「生ジンギスカン」と区別することもある。
タレに漬け込むジンギスカンは滝川種羊場長だった山田喜平が1931年（昭和6年）に発行した『緬羊と其飼ひ方』に記したものが最初とされている。その後、1956年（昭和31年）に創業した松尾羊肉専門店が味付ジンギスカンの普及に大きな役割を果たしたといわれている。
1955年（昭和30年）頃に食用羊肉の輸入が本格化した後、冷凍枝肉を無駄なく使うために、解体して丸く詰めた上で再び急速冷凍してスライスしたラムロールやマトンロールも食されるようになった。

### 野菜
ジンギスカンに使用する野菜として、タマネギなどのほか、モヤシ、ニラ、行者ニンニク、長ネギ、きのこ類、ピーマン、ナス、キャベツ、カボチャ、ジャガイモ、トウモロコシなどがある。

### ジンギスカンのたれ

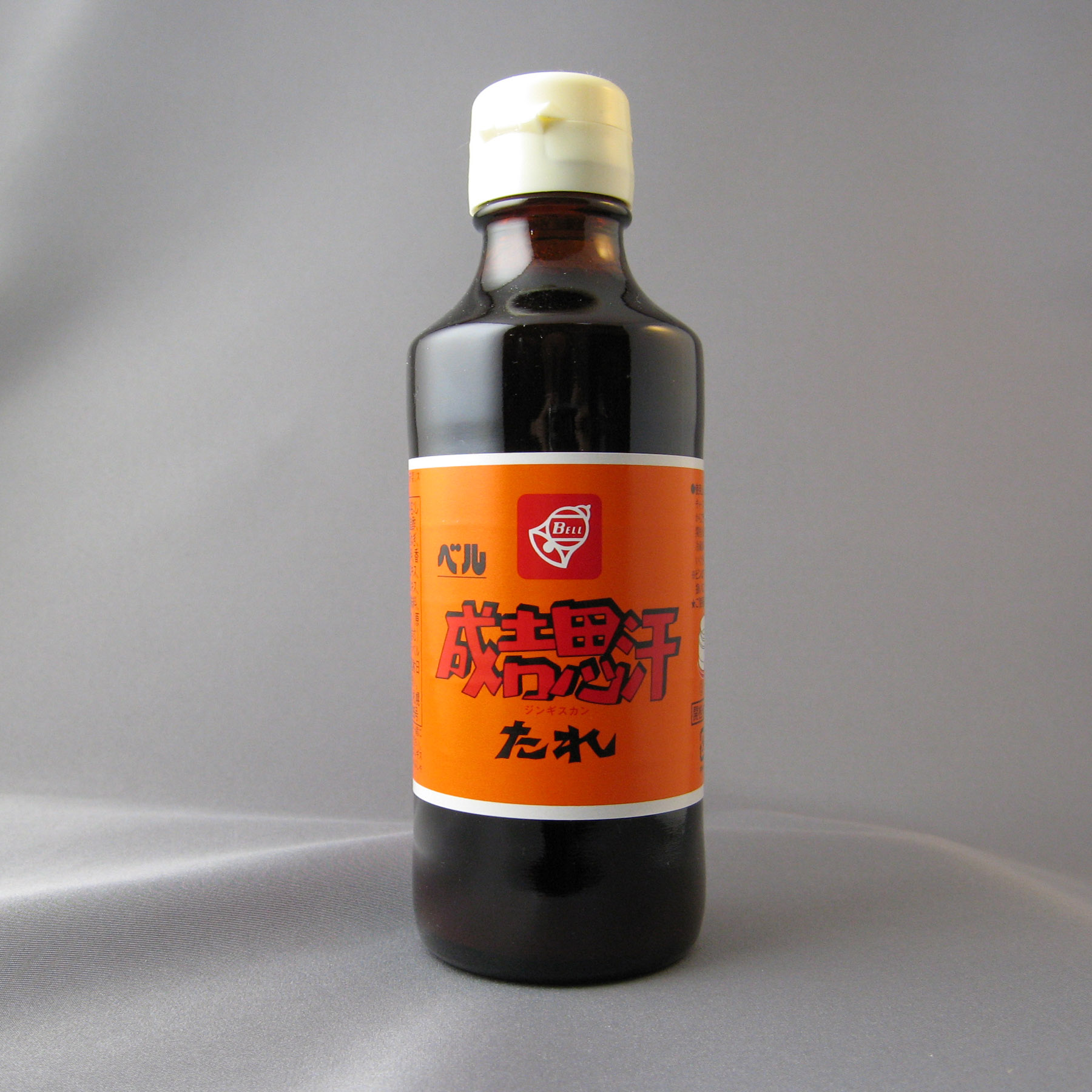
成吉思汗たれ（ベル食品）

羊肉の臭みを抑えて、食味を向上させる技術は、明治時代から色々試みられており、牛鍋などと同様に味噌を使うことは大正時代までに知られていた。
タレの調合では羊肉の臭みを取ったり柔らかくするための工夫が行われており、リンゴやタマネギのすりおろしを加えることが多い。具体的な素材としては、ニンニク、ショウガ、タマネギ、レモン、醤油、白ワイン、日本酒、砂糖、七味唐辛子などが入る。
市販されるジンギスカンの付けダレも焼肉のたれと同様に多種多様存在する。北海道ではベル食品とソラチの醤油ベースの製品が代表的である。また、青森県のタレメーカー上北農産加工農業協同組合が当初ジンギスカンのタレとして開発した「スタミナ源たれ」は、醤油、野菜、リンゴ、ニンニクを材料としており、現在は焼肉・野菜炒めなど多用途に使用されている。

### ジンギスカン鍋

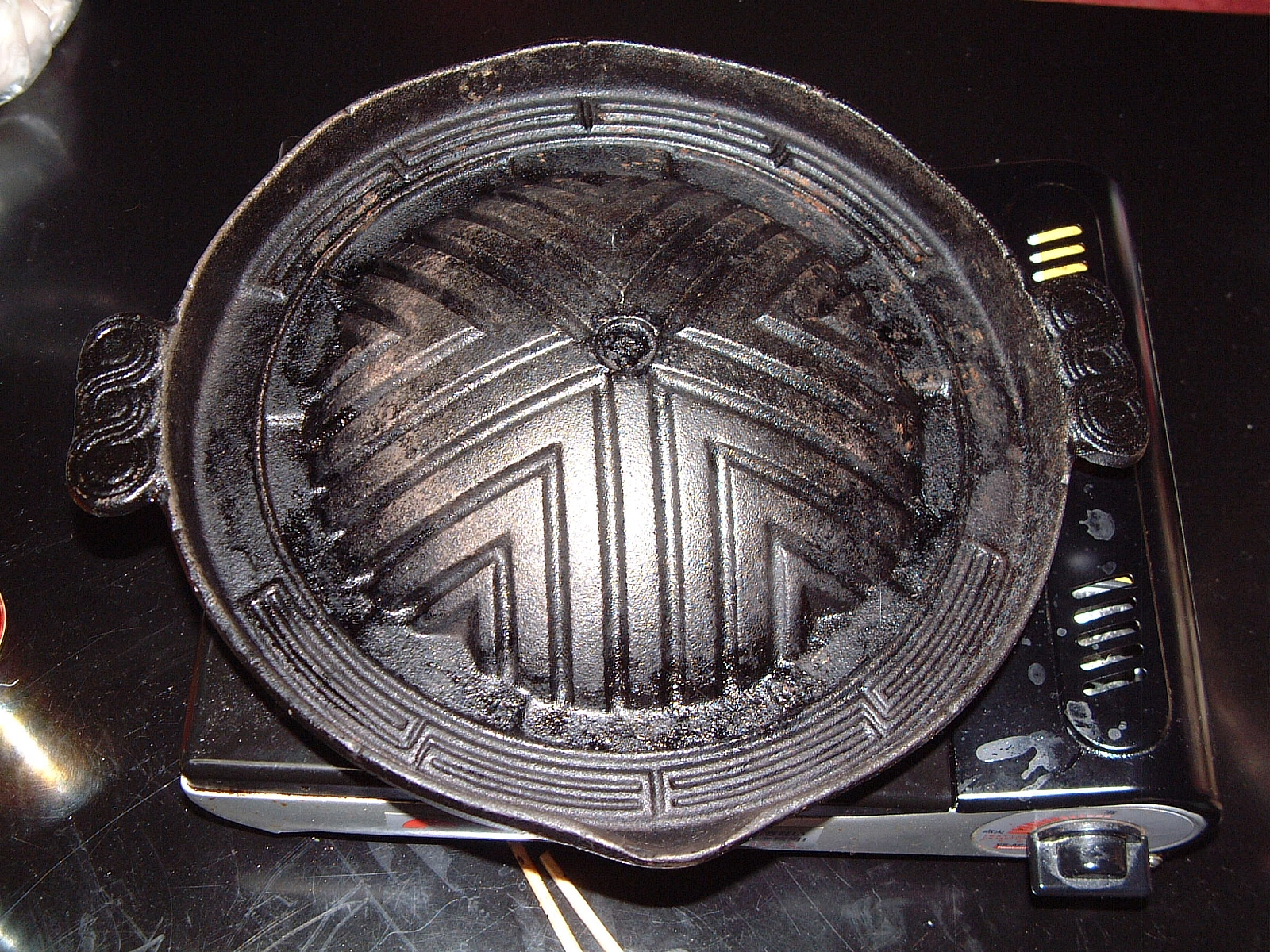
ジンギスカン鍋（室内用、ガスこんろ使用）

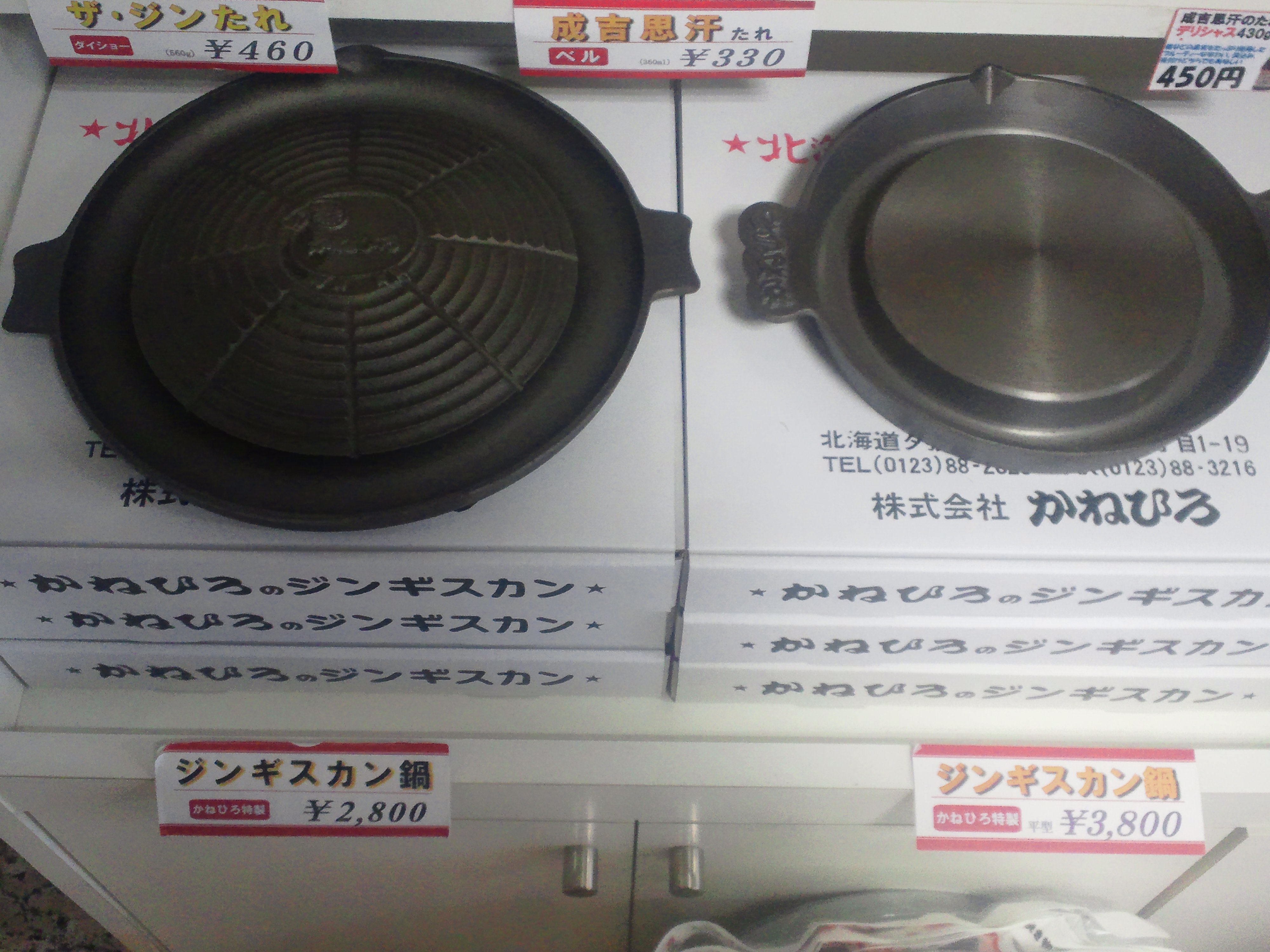
穴なしタイプのジンギスカン鍋（左：生肉用 右：味付け肉用）

調理には専用の鍋であるジンギスカン鍋が用いられる。この鍋は、南部鉄器など、主に鋳鉄製で、中央部分が兜のように盛り上がった独特の形状をしており、その表面には溝が刻まれている。
これは盛り上がった中央部で羊肉を、低くなった外周部で野菜を焼くことによって、羊肉から染み出した肉汁が溝に沿って下へと滴り落ちて野菜の味付けとなることを意図した設計である。羊肉の臭いがある脂を熱して外周に流すことで焼いた肉を食べやすくする仕組みになっている。
1950年代当時は北海道でもジンギスカン料理そのものが一般に普及しておらず、精肉店がジンギスカン鍋を貸し出すなども行っていた。その後、北海道の花見や運動会、海水浴などで現在の形のジンギスカンパーティーが広まっていった（「ジンパ」と略称されることもある）。春には花見、夏にはバーベキューなど、屋外でジンギスカンパーティーをすることもある。家庭やレジャーなどの場では必ずしもジンギスカン鍋が用いられるわけではなく、鉄板や焼き網、フライパン、ホットプレートなどで代用されることも多い。
また、以下のような調理器具がある。
- 名寄市で食べられている煮込みジンギスカンについては専用鍋が存在する[41]。
- 岩手県遠野市では、屋内では南部鉄器製のジンギスカン鍋が用いられるが、屋外では穴のあいた専用のバケツに固形燃料を入れて鍋としたもの（ジンギスカンバケツ）を用いている[42]
- 北海道苫小牧市で開催される、とまこまいスケートまつりでは、ドラム缶を焼き台にしたジンギスカン「しばれ焼き」が名物となっている[43]。

北海道岩見沢市で2015年、過去に使われた各種の専用鍋を溝口雅明北星学園大学短期大学部教授が集めた「ジン鍋博物館」が仮オープン。私設博物館の形態で2016年11月には正式に開館した。
なお、北海道では屋外での「ジンギスカンパーティー」等の場合を中心に、アルミ製の穴なし簡易鍋を使い捨てすることも多い。

## 地域性

### 北海道

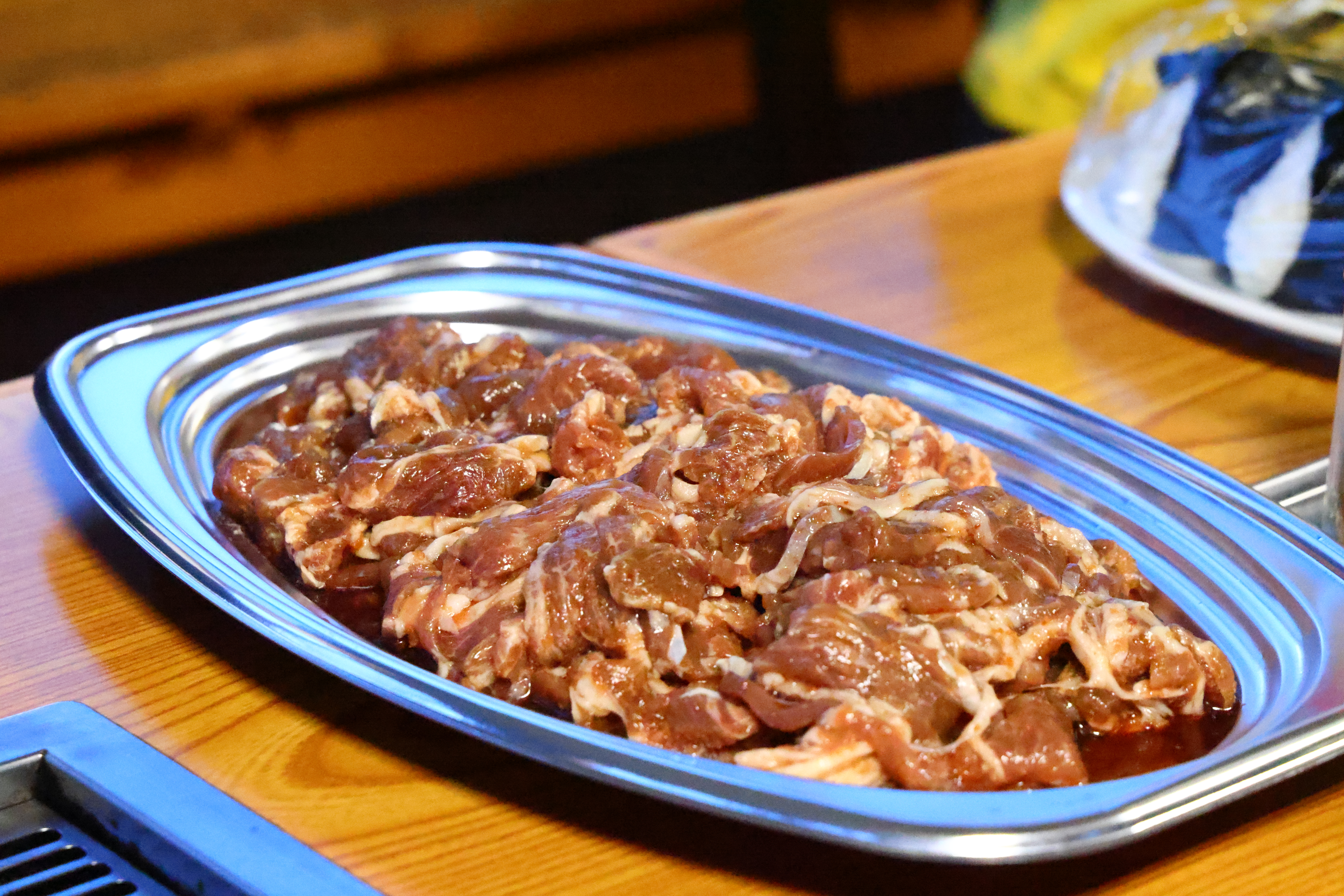
焼く前の味付けジンギスカン（士別市にて）

先述のように、ジンギスカンには肉をタレに漬け込んでから焼く「味付け」と、肉を焼いてからタレに付けて食べる「後付け」がある。
「味付け」は主に滝川方面を中心とする空知管内から道北にかけて普及している。一方の「後付け」は函館市や釧路市などを中心に食べられている。
また、札幌市や帯広市では「味付け」と「後付け」の両方の食べ方が行われているとされる。
二つの食文化の境目にあたるのが、滝川市と札幌市の中間付近に位置する岩見沢市と考えられており、昭和50年代に同市で営業していた温泉宿の名前が刻印された、二つの食べ方を同時に行える「仕切り付きジンギスカン鍋」が発見されている。
名寄市では「煮込みジンギスカン」が名物になっているが、これは大正時代に名寄市智恵文地区の山口トメノが滝川種羊場で習得したジンギスカンの料理方法を智恵文地区に持ち帰って農家に普及させたものがルーツになっているとされる。
北海道のジンギスカン食普及拡大促進協議会は、4（羊／よう）と29（肉／にく）の語呂合わせから、4月29日をジンギスカンの日に制定している（日本記念日協会登録）

### 長野県
長野県では、国道19号の一部を「信州新町ジンギスカン街道」と呼んでいる。多くのジンギスカン料理店が並び、伝統的な漬け込んだ調味法の他にオリジナルな味付けの店など多様である。1982年（昭和57年）より、味の優れた「サフォーク種」も飼育されるようになった。

### 高知県
高知では、第二次世界大戦の終戦直後の時期に羊毛を刈るための羊を食肉にも用いることが推奨されていた時期があり、ジンギスカンの店が何軒も開店した時期もあったものの、一時的な流行に留まった。

### ジンギスカンが名物の地域一覧
- 北海道
- 遠野市（岩手県）
- 蔵王（山形県）
- 米沢市（山形県）
- 古殿町・平田村（福島県石川郡）
- 遠山郷（長野県飯田市）
- 信州新町（長野県長野市）
- 大山（鳥取県西伯郡大山町）
- 蒜山地方（岡山県真庭市）

### ジンギスカンが名物の施設一覧
- 千本松牧場（栃木県那須塩原市）
- マザー牧場（千葉県富津市）
- 六甲山ホテル（兵庫県神戸市）

## 栄養価
2006年頃には全国的なジンギスカンブームがあり、関東地方などにも急速に広まった。これはBSE問題（狂牛病）が注目され牛肉の需要が減少し、羊肉に多く含まれる「L（エル）-カルニチン」という物質が注目されるなど、健康需要がその要因と言われている。